# Фомин, Василий Иванович (инженер-конструктор)
Василий Иванович Фомин (1899—1960) — советский военный инженер-конструктор, Герой Социалистического Труда.

## Биография
Окончил Артиллерийскую академию им. Дзержинского (1933).
Герой Социалистического Труда (1945). Награждён орденами Ленина (трижды), Трудового Красного Знамени (1958), медалями.
В 1947—1960 гг. — директор завода № 524 (Ижевский мотозавод). В 1947 г. пригласил М. Т. Калашникова, изготовившего первый опытный образец автомата, и распорядился изготовить опытную партию в количестве 1500 шт., которые в 1948 г. отправлены на испытание в армию. В дальнейшем серийное изготовление автоматов было передано на завод «Ижсталь». Руководил освоением пульта управления артиллерийским зенитным огнём (ПУАЗО). В течение 1950-х гг. Ижевский мотозавод был единственным заводом, производящим эту аппаратуру.
По его инициативе проведены работы по монтажу, регулировке и наладке аппаратуры Ижевского телецентра. Скончался 15 июля 1960 года. Похоронен на Нагорном кладбище Ижевска.